# Firenze (Harry Potter)
Firenze is een personage uit de Harry Potterboekenreeks van J.K. Rowling. Hij is een centaur.
Firenze komt voor het eerst in de verhalen voor tegen het einde van het eerste boek, wanneer hij Harry in het Verboden Bos redt van Heer Voldemort. Hij draagt Harry op zijn rug en brengt hem in veiligheid. Firenze raakt hierdoor in conflict met zijn kudde, die vindt dat Firenze zich als een muilezel heeft laten behandelen, alsof centauren ondergeschikt zijn aan mensen. Firenze blijft wel bij de kudde, maar er is een duidelijke verwijdering merkbaar.
Firenze maakt dan pas weer in het vijfde boek zijn opwachting. Hij wordt door Albus Perkamentus aangesteld als leraar Waarzeggerij, wanneer Sybilla Zwamdrift door Dorothea Omber is ontslagen. Wanneer Harry Firenze op school ziet, wordt het hem duidelijk dat Firenze door zijn kudde is verstoten: hij heeft een hoefijzer-vormige blauwe plek op zijn borst. Firenze had het taboe omtrent het helpen van mensen, dat binnen de kudde heerste, genegeerd en was verstoten.
Aan het eind van het vijfde boek, wanneer Omber van Zweinstein verdreven is en Zwamdrift dus weer terugkeert, blijft Firenze leraar op Zweinstein. Perkamentus legt aan Harry uit dat hij noch Zwamdrift noch Firenze kan vragen weg te gaan: Zwamdrift wordt gezocht door Dooddoeners vanwege haar profetie, en Firenze kan als vluchteling niet terugkeren naar zijn kudde.
In het zevende en laatste boek vecht hij samen met Ban, Magorian en Ronan mee tegen de Dooddoeners in Zweinstein.